# Hans-Georg Bohle
Hans-Georg Bohle era un geógrafo y profesor universitario alemán especializado en geografía del desarrollo (en alemán: "Geographische Entwicklungsforschung") y geografía cultural (que investiga sobre estrategias de supervivencia en Nepal).
El título de la disertación de Bohle es: "Irrigación y sociedad en el delta del Cauvery (India del Sur): un análisis geográfico sobre bases históricas y características más recentes del subdesarrollo estructural"
(Bohle desarrolló, entre otras cosas, ideas sobre "efectos típicos de cada grado de sequedad o sequía".)
En 2007, Bohle recibió el premio "Graf-von-Linden-Medaille" de la Sociedad "für Erd- und Völkerkunde zu Stuttgart" por sus obras en el campo de la geografía humana. El mismo año, Bohlen fue elegido como miembro de la Academia Alemana de "Naturforscher" Leopoldina. 
Para el período de 2005 a 2010, Bohlen fue nombrado miembro "Foundation Chairholder" sobre "Vulnerabilidad Social" por la Fundación Munich Re en el Instituto de Seguridad ambiental y humana]] (UNU-EHS) de la Universidad de las Naciones Unidas en Bonn.